# Antodilanea auana
Antodilanea auana är en skalbaggsart som beskrevs av Martins och Maria Helena M. Galileo 2004. Antodilanea auana ingår i släktet Antodilanea och familjen långhorningar. Inga underarter finns listade i Catalogue of Life.